# EU-Alert

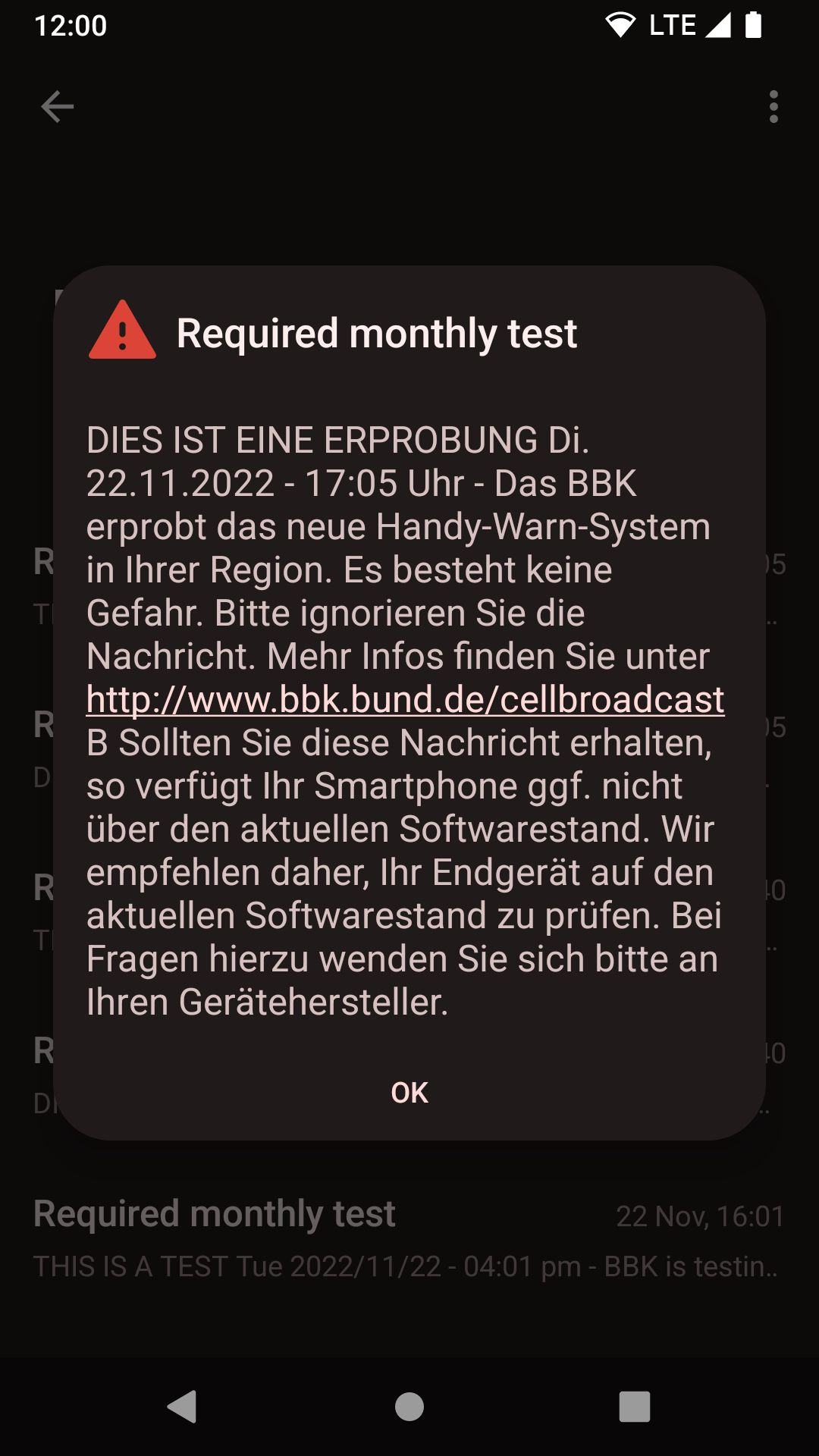
Am 22. November 2022 führte das BBK Cell-Broadcast-Tests durch, welche nur auf Geräten angezeigt wurden, die dafür konfiguriert wurden, sämtliche Alarme auszugeben – auch solche, die eigentlich nicht angezeigt werden sollen

Mit EU-Alert werden Warnungen im Katastrophenfall per Cell Broadcast an alle Mobiltelefone im betreffenden Gebiet gesendet. Das System ist europaweit seit Ende 2022 in Betrieb und orientiert sich an dem aus den USA kommenden Emergency Alert System.
Nachdem in vielen Ländern die Sirenen abgebaut worden waren, ergab sich die Notwendigkeit, die Bevölkerung auf andere Weise zu warnen. Der Rat der Europäischen Union passte daher im Dezember 2018 die neue Richtlinie zum europäischen Kodex für elektronische Kommunikation an (European Electronic Communications Code, EECC). Entsprechend dieser Richtlinie mussten alle EU-Mitgliedstaaten bis zum 21. Juni 2022 ein solches Warnsystem zum Zivilschutz einrichten.

## Cell Broadcast
Eine Cell-Broadcast-Nachricht sieht für den Endbenutzer ähnlich wie eine gewöhnliche SMS aus und ähnelt ihr auch technisch, wodurch die Nachricht von alten und neuen Geräten gleichermaßen empfangen werden kann. Im Gegensatz zur SMS wird die Nachricht von der Mobilfunk-Basisstation allerdings nicht nur an ein Endgerät, sondern durch Rundsenden gleichzeitig an alle Endgeräte in Reichweite verschickt. Es können bestimmte Basisstationen zum Versenden ausgewählt werden, wodurch das System standortbasiert ist. Die Textnachricht hat eine maximale Länge von 1395 Zeichen und wird ohne Benutzerinteraktion auf dem Bildschirm angezeigt. Gleichzeitig ertönt ein standardisierter Klingelton, und in der Regel vibriert das Mobiltelefon.

### Technische Spezifikation
Die technische Spezifikation des Europäischen Instituts für Telekommunikationsnormen (ETSI) ist das Dokument TS 102 900 V1.3.1 vom Februar 2019. Es verwendet den Cell-Broadcast-Dienst, um Nachrichten an Mobiltelefone zu senden.
Abhängig von der Gesetzgebung des Landes, gibt es verschiedene Typen von Nachrichten:
- Alarmmeldungen in drei Schweregraden
  - Höchste Alarmstufe (englisch Presidential Alert)
  - Extreme Bedrohungen: klassifiziert als Bedrohungen für Leben und Eigentum, wie ein drohendes katastrophales Wetterereignis, beispielsweise ein Hurrikan oder ein Terroranschlag.[6]
  - Schwere Bedrohungen: weniger ernst als die extremen Bedrohungen; dies können die gleichen Arten von Situationen sein, aber in einem kleineren Maßstab.
- EU-Info: öffentliche Sicherheitsnachrichten, um empfohlene Maßnahmen zu übermitteln (z. B. Notunterkünfte oder eine Wasseraufbereitungsverordnung).
- EU-AMBER: Vermisstenmeldung, benannt nach dem US-amerikanischen System Amber
- EU-Übung: Testnachrichten für nationale, regionale, lokale Zwecke.

### Nachteile
- Es sind nur Textnachrichten möglich, inklusive Weblinks. Mögliche weiterführende Daten wie Wettergrafiken oder erwartete Überflutungszonen auf einer Karte sind nicht übertragbar.
- Oft genutzte Geräte ohne Mobilfunkhardware (Mobilfunkantenne, SIM-Karten-Slot), beispielsweise Standrechner in Büros, Notebooks, Fernseher oder Tablets, erhalten keine Warnmeldungen.

### Nutzerländer

Verfügbarkeit von EU-Alert:
Dunkelgrün: Cell Broadcast aktiv
Hellgrün: Cell Broadcast in Vorbereitung
Blau: Location-Based SMS
Türkis: LB-SMS werden abgelöst durch Cell Broadcast
Hellblau: Andere Warnmittel (z. B. App oder Sirenen)

#### Cell Broadcast in Betrieb
Länder, in denen EU-Alert mit Cell Broadcast in einer nationalen Variante bereits in Betrieb genommen wurde:
- NL-Alert für die Niederlande seit November 2012
- LT-Alert für Litauen
- RO-Alert für Rumänien seit 2019
- GR-Alert für Griechenland seit Ende 2019[7]
- IT-Alert für Italien seit 2021
- Malta seit ca. 2022[8][9][10]
- FR-Alert für Frankreich seit Juni 2022[11] – nur 4G
- ES-Alert für Spanien (RAN-PWS) seit Juni 2022[12]
- Nødvarsel[13] für Norwegen seit 14. Februar 2023[14]
- BG-Alert für Bulgarien seit Frühjahr 2023[15]
- DE-Alert für Deutschland seit 23. Februar 2023[16]
- Emergency Alerts[17] für das Vereinigte Königreich seit 19. März 2023[18]
- S!renen[19] für Dänemark seit 1. April 2023 (Testbetrieb seit 3. Mai 2023)
- HR-Alert[20] für Kroatien seit 3. Juni 2023[21]
- AT-Alert[22] für Österreich seit 5. Oktober 2024 (Testbetrieb seit 9. September 2024)[23][24]
- LU-Alert[25] für Luxemburg seit 17. Oktober 2024[26]
- Lettland seit 1. Juli 2025[27]

#### Cell Broadcast geplant
Länder, in denen EU-Alert mit Cell Broadcast in einer nationalen Variante geplant ist:
- Irland (Inbetriebnahme voraussichtlich Dezember 2025)[28]
- MD-Alert[29] für die Republik Moldau (Noch kein Datum für die Inbetriebnahme bekannt)[30]
- PT-Alert für Portugal (Noch kein Datum für die Inbetriebnahme bekannt)
- Polen (Noch kein Datum für die Inbetriebnahme bekannt)[31]
- SE-Alert für Schweden (Noch kein Datum für die Inbetriebnahme bekannt)[32]
- SI-Alert für Slowenien (Inbetriebnahme voraussichtlich Herbst 2025)[33]
- SK-Alert für die Slowakei (Noch kein Datum für die Inbetriebnahme bekannt)[34]
- Taskusireen[35] für Estland (Inbetriebnahme voraussichtlich 2027)[36]
- Tschechien (Noch kein Datum für die Inbetriebnahme bekannt)[37]
- Ungarn (Inbetriebnahme voraussichtlich im Verlauf des Jahres 2025)[38]
- Zypern (Noch kein Datum für die Inbetriebnahme bekannt)[39]

#### Standortbasierte SMS
Länder, in denen EU-Alert mit standortbasierten SMS umgesetzt wurde oder geplant ist:
- Alert RCB für Polen[40]
- BE-Alert für Belgien[41]
- EE-Alarm für Estland[42]
- Portugal – 2019 dauerte die Auslieferung der Nachrichten 2 Stunden. Inzwischen wird die Einführung von Cell Broadcast angestrebt.[43]

### EU-Alert in Deutschland

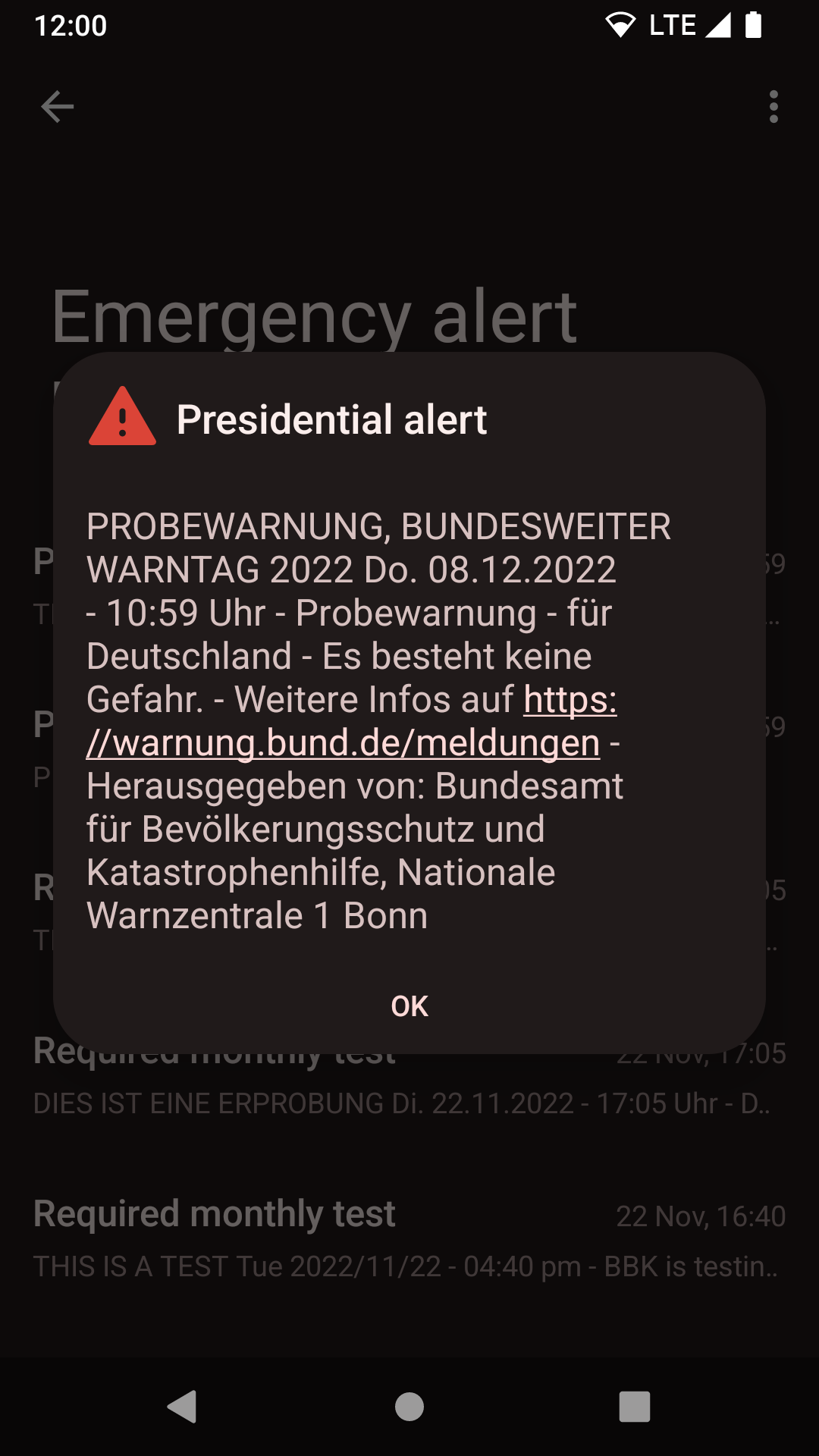
Beispiel für eine Probewarnung am Bundesweiten Warntag am 8. Dezember 2022 in Deutschland

Zur Warnung der Bevölkerung in Deutschland wurde unter Federführung des Bundesamtes für Bevölkerungsschutz und Katastrophenhilfe (BBK) das Modulare Warnsystem (MoWaS) entwickelt und etabliert. Dieses steht dem Bund im Verteidigungsfall und den Ländern zur Warnung vor Katastrophen zur Verfügung. Über MoWaS können die zuständigen Behörden diverse Warnmittel und verschiedene Warnmultiplikatoren anwählen, um über den Mehrkanalansatz oder „Warnmittelmix“ möglichst viele Menschen vor Gefahren zu warnen. Dieser Warnmittelmix umfasste neben der Warnung über Medien auch die Ansteuerung von Warn-Apps wie etwa NINA, Katwarn und BIWAPP, jedoch nicht den Warnkanal DE-Alert.
Das bisherige modulare Warnsystem, an das viele, aber nicht alle Warnmittel angeschlossen sind, wurde im September 2021 kritisiert, nachdem es beim ersten bundesweiten Warntag wegen Überlastung zu keiner Auslösung von Warnmeldungen kam. Die beim Testlauf offenbarten Mängel für die Warnung in Deutschland riefen erste Forderungen danach hervor, neben den bisherigen Warnmitteln auch den EU-Alert auf Basis von Cell Broadcast auch in Deutschland einzuführen.

#### Bundestagsbeschluss zur Einführung von Cell-Broadcast-Warnungen
Nach dem verheerenden Hochwasser 2021 in NRW und Rheinland-Pfalz mit über einhundert Toten wurde die Einführung von Cell-Broadcast-Warnungen am 7. September 2021 vom Bundestag beschlossen.
Das Ministerium für Wirtschaft und Energie schlug die Einführung der Mobilfunk-Warn-Verordnung vor, um das Telekommunikationsgesetz zu ergänzen. Der Bundestag stimmte im August 2021 zu, der Bundesrat im November 2021. Der Dienst ging fristgerecht zum 23. Februar 2023 unter dem Namen DE-Alert in den Wirkbetrieb. Die Details der Umsetzung wurden in der technische Richtlinie TR DE-Alert der Bundesnetzagentur festgelegt.
Erstmals erprobt wurde der neue Warnkanal zum bundesweiten Warntag 2022. Für einen ausreichenden Vorlauf verlegte das BMI das Datum um drei Monate auf den 8. Dezember.

#### Rechtliche Rahmenbedingungen und Zuständigkeiten bei Cell Broadcast
Die Einführung des Warnkanals Cell Broadcast umfasst nicht nur die Inbetriebnahme des Übertragungskanals Cell Broadcast in allen deutschen Mobilfunknetzen, sondern auch die Anbindung dieses Kanals an das Modulare Warnsystem (MoWaS) des Bundes. An der Planung und Umsetzung sind daher mehrere Behörden des Bundes und der Länder sowie Wirtschaftsunternehmen aus der Telekommunikationsbranche beteiligt.
Für die Bearbeitung der fachlichen Aspekte der Warnung über Cell Broadcast wurde auf Initiative des BBK hin im November 2021 eine Bund-Länder-Arbeitsgruppe gegründet. Sie legte u. a. die optische, akustische und haptische Signalisierung von Cell Broadcast-Warnungen für die verschiedenen Warnstufen auf Mobilfunkendgeräten fest. Darüber hinaus stellte das BBK den Anschluss des Warnkanals an das von ihm betriebene Modulare Warnsystem (MoWaS) her.
Die Bundesnetzagentur (BNetzA) betreut im Bereich der Telekommunikationsinfrastruktur alle Aspekte der Inbetriebnahme von Cell Broadcast in den deutschen Mobilfunknetzen. Sie erstellt die Technische Richtlinie (TR DE-Alert) und setzt deren Einhaltung durch die Verpflichteten durch, als wesentliche Grundlage für die Inbetriebnahme und Umsetzung des Warnkanals.
Das Bundesamt für Sicherheit in der Informationstechnik (BSI) wurde bei der Erstellung der Technischen Richtlinie (TR DE-Alert) und insbesondere bei der Festlegung der notwendigen Sicherheitsvorgaben für den Warnkanal Cell Broadcast beteiligt.
Die in Deutschland tätigen Mobilfunknetzbetreiber sind zur technischen Umsetzung von Cell Broadcast in den von ihnen betriebenen Mobilfunknetzen innerhalb eines Jahres, bis Ende Februar 2023, gesetzlich verpflichtet. Die Mobilfunknetzbetreiber arbeiten mit dem BBK an der Schnittstelle für den Anschluss an das MoWaS. Die Anbieter von Mobilfunkdiensten sind gesetzlich verpflichtet, ihre Kunden über die Einführung von Cell Broadcast zu informieren. Das BBK stellt den Mobilfunkanbietern die vorliegenden Informationen in Zusammenhang mit der Einführung und dem Betrieb von Cell Broadcast zur Verfügung.
Die Endgeräte- und Betriebssystemhersteller stellen die zum Empfang notwendigen Software-Updates zur Verfügung und rüsten die Endgeräte zur Anzeige der Warnmeldungen aus.
Alle an der Einführung des Warnkanals Cell Broadcast beteiligten Akteure stehen in engem Austausch, um die einzelnen Teilschritte aufeinander abzustimmen und praktisch umzusetzen.

## Alternative Lösungen
Als Alternative zu EU-Alert, das technisch auf Cell Broadcast aufsetzt, kommen andere elektronische Kommunikationsdienste wie Smartphone-Apps oder SMS in Frage. Gemäß der Richtlinie EECC müssen dafür mehrere Bedingungen erfüllt sein:
- Sie sind genauso effektiv in Bezug auf Abdeckung und Kapazität zur Erreichbarkeit der Endnutzer.
- Die Warnungen müssen von den Endnutzern leicht empfangen werden können.
- Die Information soll auch alle Besucher des Landes erreichen.
- Die Übertragung der Benachrichtigung ist für den Benutzer kostenlos.
- Die Datenschutzbestimmungen müssen beachtet werden.

### Smartphone-App
Es gibt mehrere Smartphone-Apps, die vor Naturkatastrophen warnen – sowohl staatliche als auch privatwirtschaftliche, die mit Warnmeldungen von staatlichen Stellen gespeist werden.

#### Vorteile
Vorteilhaft sind Mehrsprachigkeit und Multimediafähigkeit, um z. B. Karten einzubinden.

#### Nachteile
Die App muss für jedes Gerät heruntergeladen werden, und die Erfahrung in vielen Ländern ist, dass nur ein Bruchteil der Bevölkerung eine Notfall-App nutzt, die effektiv nur wenige Male im Jahr zur Anwendung kommt. In Deutschland erreichen die mobilen Apps Katwarn und NINA ca. 8 Millionen Personen, das sind weniger als 10 % der Bevölkerung. In Frankreich hatte die App SAIP (Système d’Alerte et d’Information des Populations) nur etwa 900.000 Downloads (ca. 1,5 % der Bevölkerung) und wurde daher ab Juni 2018 eingestellt.
Alle Apps benötigen eine aktive Internetverbindung, sei es über ein funktionierendes Mobilfunknetz oder WLAN, aber gerade im Katastrophenfall gibt es dort Lastspitzen, verursacht durch Telefonanrufe und Webseitenaufrufe, z. B. bei den Bombenanschlägen 2016 in Brüssel, Attentaten in Paris 2015, Anschlägen in London 2017, Bombenanschläge in der Manchester Arena und dem Anschlag in München 2016. Bei der Verwendung des Mobilfunknetzes können Warn-Apps beim Anwender Kosten nach sich ziehen, da Datenvolumen verwendet wird. Mobiltelefone ohne Internetzugang sind grundsätzlich ausgeschlossen.

### Standortbasierte SMS
Der Vorteil von SMS ist, dass sie von alten und neuen Handys gleichermaßen empfangen werden können und keine Änderung an bestehenden Handys erforderlich ist. SMS können wie Cell-Broadcasts ortsabhängig verschickt werden und erreichen alle eingeschalteten Handys, egal ob jene von Einwohnern oder von Besuchern des Landes.
Die meisten öffentlichen Warnmeldungen per SMS brauchen länger als ein paar Minuten, bis sie zugestellt werden; daher kam die schwedische Zivilschutzbehörde mit den Erfahrungen der letzten Jahre in einem 2018 veröffentlichten Bericht zu dem Schluss (es dauerte mehr als 3 Stunden, um alle Bürger von Malmö zu erreichen), dass SMS ungeeignet seien.
Der Wirtschaftsverband 5G Americas riet 2018 von der Verwendung von SMS als Notfallbenachrichtigungsdienst ab.
Infolgedessen hat keine international anerkannte Normungsorganisation für Telekommunikation standortbasierte SMS für öffentliche Warndienste standardisiert.

#### Nachteile
- Wenn es im Notfall zu einer Überlastung des Netzes kommt, kann die Zustellung von normalen SMS-Nachrichten nicht garantiert werden, Notfall-Nachrichten müssten also bevorzugt werden. Dafür müsste die Infrastruktur für die Mobilfunkbetreiber aufgebaut werden.
- Man muss den Standort und die Telefonnummer (MSISDN) jedes Mobilfunkteilnehmers bestimmen, um ortsbezogene SMS zu senden. Im Januar 2019 wurde das SMS-basierte australische Frühwarnsystem gehackt, die Mobilfunknummern aus der Datenbank kopiert und an diese eine Nachricht geschickt, dass der Dienst gehackt wurde.[59]
- SMS-Benachrichtigungen können von jedem gesendet werden (keine Exklusivität) und von jedem weitergeleitet werden (keine Kontrolle).
- Mobilfunkbetreiber in Deutschland haben derzeit keine aktiven Systeme für standortbasierte SMS in ihrem Netz
- Es sind nur Textnachrichten (inkl. Weblinks) möglich.